# Leonhard Rauwolf

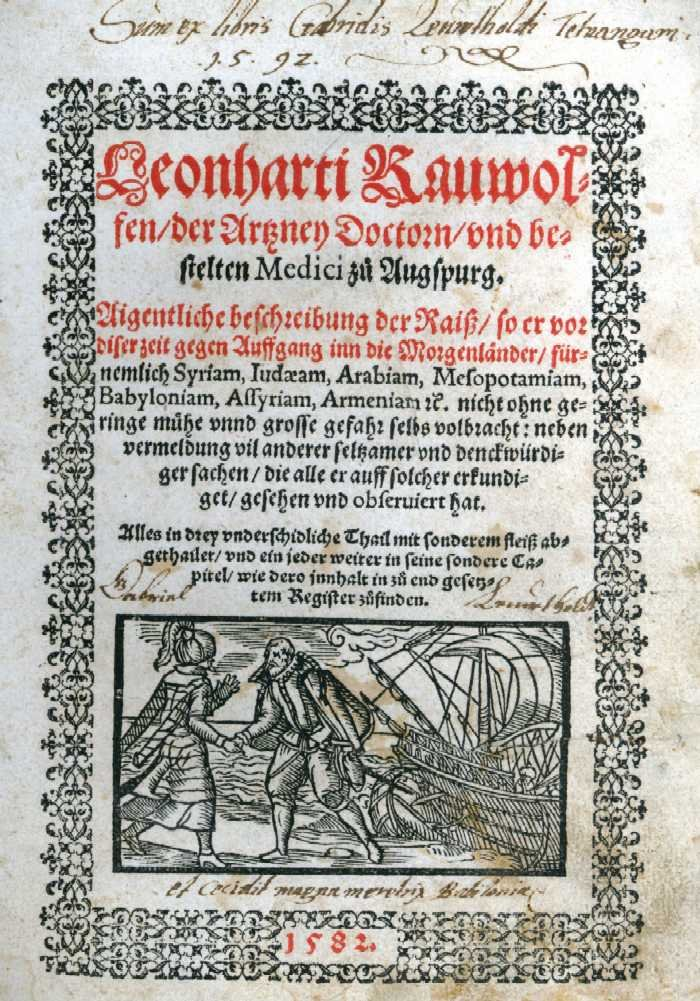

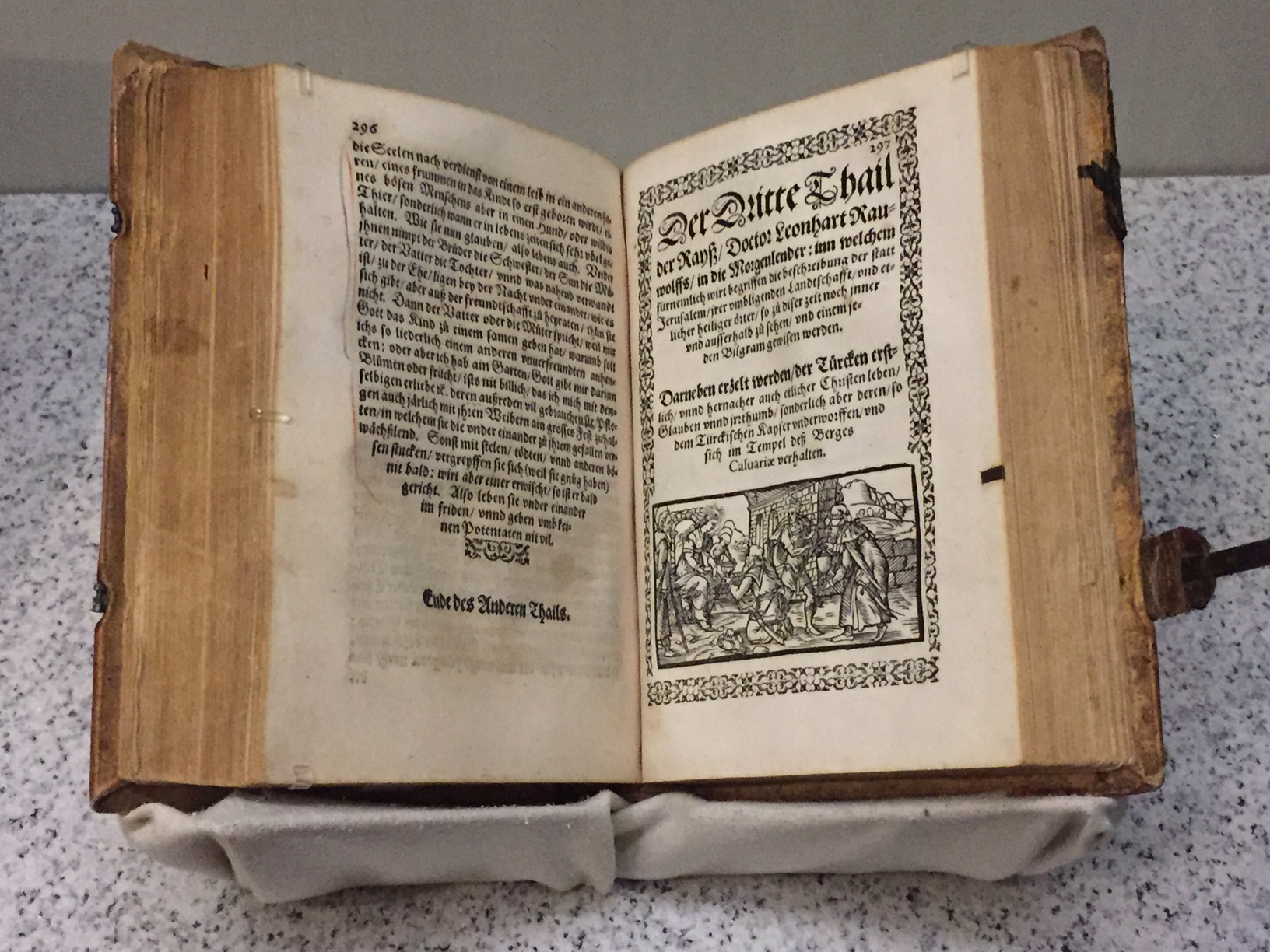
Leonhard Rauwolf: „Eigentliche Beschreibung...“, Erstausgabe, Lauingen, 1582. Deutsches Historisches Museum, Berlin

Leonhard Rauwolf, auch Leonhart (* 21. Juni 1535 (nach anderen Angaben auch 1540) in Augsburg; † 15. September 1596 in Waitzen, Ungarn) war ein deutscher Naturforscher, Botaniker, Arzt und Entdeckungsreisender. Er wurde auch Rau(ch)wolf(f) oder Dasylycos genannt. Sein offizielles botanisches Autorenkürzel lautet „Rauwolff“.

## Leben und Wirken
Der Sohn eines Kaufmanns studierte zunächst in Deutschland (u. a. Wittenberg 1556), dann in Italien und Frankreich. 1560 ging er nach Frankreich und studierte ab November an der Universität Montpellier, wo Guillaume Rondelet sein Lehrer in Botanik war. 1562 erwarb er den Doktorgrad an der Universität Valence.
In dieser Zeit sammelte er in der Umgebung von Montpellier, Cette und Frontignan Pflanzen, von denen 600 Arten aus seinem Herbarium bekannt sind. Sein Begleiter in dieser Zeit war Jeremias Martius aus Augsburg, der später ein angesehener Arzt in Augsburg war.
1563 ging Rauwolf nach Italien. Aus seinen überlieferten Pflanzenfunden zu schließen, war er in dieser Zeit unter anderem in der Umgebung der Städte Verona, Bologna, Florenz und Parma. Ebenfalls anhand seiner Pflanzenfunde kann man auf seinen Rückweg schließen: Er reiste über den Gotthard, Luzern, Basel und den Schwarzwald. Auf seinem Weg durch die Schweiz traf er sich auch mit Conrad Gessner, einem der berühmtesten Naturforscher seiner Zeit. Er traf auch Leonhart Fuchs in Tübingen. 1564 wurde Rauwolf seinerseits von dem ebenfalls berühmten Carolus Clusius besucht.
1565 kehrte er nach Augsburg zurück und heiratete dort Regina Jung (1542–?), eine Tochter des Patriziers und Arztes Ambrosius Jung, des Jüngeren (1510–1559). Danach war er auch in Aichach und schließlich in Kempten jeweils als Arzt tätig.
Sie hatte einen Sohn Matthäus (der Jüngere) Rauwolf, der 1570 in Augsburg geboren wurde und am 27. September 1628 in Augsburg starb.
Im Mai 1573 brach Rauwolf zu einer Orientreise auf, die sein Schwiegersohn (?) Melchior Manlich finanzierte, um neue Produkte aus dem Orient zu finden. Sie brachte ihn zunächst über Mailand, Nizza und Marseille, wo er sich einschiffte. Ziel war Tripoli im Libanon, wo er im September ankam und sogleich damit begann, Pflanzen zu sammeln, die er getrocknet nach Europa brachte. Weiter hat er in dieser Zeit die Umgebungen von Aleppo und Bagdad erforscht, wo er ebenfalls die Natur aber auch die kulturellen Eigenheiten der einheimischen Bevölkerung beobachtete. Weiter war er in Konstantinopel und Jerusalem.
Im November 1575 brach er in Tripoli zur Rückreise auf und kam im Februar 1576 in Augsburg an. Dort praktizierte er wieder als Arzt. Der Protestant Rauwolf geriet dann aber mit der wieder zur Katholischen Kirche zurückgekehrten Augsburger Obrigkeit in Konflikt und zog in das damals protestantische Linz, wo er als „Landschaftsphysikus“ arbeitete. Im Zusammenhang mit dem Türkenkrieg zog er mit dem österreichischen Heer nach Ungarn, wo er an Dysenterie starb.
Rauwolfs Pflanzensammlung soll nach dessen Tod in den Besitz des Bayerischen Kurfürsten, dann im Dreißigjährigen Krieg nach Schweden und von dort durch Isaac Vossius nach London und später nach Holland gekommen sein. Dort ist sie im Besitz der Bibliothek der Universität Leiden.
Rauwolf hat vor allem im Nahen Osten eine ganze Reihe dort heimischer Pflanzen neu beschrieben. Zudem berichtete er ausführlich über Nutzpflanzen wie Kaffeebaum, Banane, Zuckerrohr oder Dattelpalme. Er war der erste Europäer, der über den Genuss und die Wirkungen des Kaffees berichtet hat. Daneben hat Rauwolf viele medizinische Beobachtungen gemacht und darüber berichtet: von Heilmitteln, Bädern und verschiedenen Krankheitsbildern.
Um 1576 veröffentlichte er die Berichte über diese Reise in Viertes Kreutterbuech. 1582 folgte sein Reisebuch Aigentliche Beschreibung der Raiß inn die Morgenländer.

## Ehrungen
Charles Plumier benannte ihm zu Ehren die Gattung Rauvolfia der Pflanzenfamilie der Hundsgiftgewächse (Apocynaceae). Carl von Linné übernahm 1753 diesen Namen in derselben Schreibweise.

## Schriften (Auswahl)
- Leonharti Rauwolfen, der Artzney Doctorn, und bestelten Medici zu Augspurg Aigentliche beschreibung der Raisz, so er vor diser zeit gegen Auffgang inn die Morgenländer, fürnemlich Syriam, Judæam, Arabiam, Mesopotamiam, Babyloniam, Assyriam, Armeniam u.s.w. nicht ohne geringe mühe unnd grosse Gefahr selbs volbracht… In Verlag Georgen Willers getruckt durch Leonhart Reinmichel, Laugingen 1582.
  - Bearbeitet und eingeleitet von Fritz Junginger in: Leonhard Rauwolf, ein schwäbischer Arzt, Botaniker und Entdeckungsreisender des 16. Jahrhunderts. Heidenheimer Verlagsanstalt, Heidenheim an der Brenz 1969.
  - Englische Übersetzung in: John Ray: A Collection of Curious Travels & Voyages in Two Tomes, the First containing Dr. Leonhart Rauwolff's Itinerary into the Eastern Countries …, the Second taking in many parts of Greece, Asia Minor, Egypt, Arabia Felix and Patraea, Ethiopia, the Red-Sea… Smith and Walford, London 1693, Volltext online.
- Leonhard Rauwolf: Viertes Kreutterbuech -- darein vil schoene und frembde Kreutter durch Leonhart Rauwolffen […] einegelegt unnd aufgemacht worden. […] Herbarium vivum mit 200 herbarisierten Pflanzen nach Fundorten gegliedert. Augsburg, ~ 1576